# Antus Sándor
Antus Sándor (Szeged, 1944. február 28. – 2021. december 1.) Széchenyi-díjas vegyészmérnök, egyetemi tanár, a Magyar Tudományos Akadémia rendes tagja. Kutatási területe a szerves kémia, ezen belül a természetes eredetű vegyületek kémiája, valamint a kiroptikai spektroszkópia. Munkássága jelentős a tallium(III)-sók természetes eredetű flavonoidok szintézisénél való alkalmazása, illetve természetes eredetű oxigén- és nitrogén-heterociklusok kimutatása, izolálása, szintézise és szerkezetvizsgálata terén.

## Életpályája
1962-ben vegyészlaboránsi képesítést szerzett. Egy évre rá megkezdte tanulmányait a Budapesti Műszaki Egyetem Vegyészmérnöki Karán, ahol 1968-ban szerzett mérnöki diplomát. Kezdetben az egyetem Chinoinba kihelyezett szerves kémiai tanszékén dolgozott ösztöndíjasként. 1971-ben védte meg egyetemi doktori disszertációját. 1972-től az MTA Központi Kémiai Kutatóintézetének tudományos munkatársa lett. 
1977-ben visszatért az egyetemre, bár maradt az akadémia kötelékében: a BME szerves kémiai tanszékén az MTA Alkaloidkémiai Kutatócsoport tudományos főmunkatársaként folytatta pályafutását. 1987 és 1993 között az egyetem címzetes egyetemi docense is volt. 1992-ben a debreceni Kossuth Lajos Tudományegyetem (2000-től Debreceni Egyetem) szerves kémiai tanszékének vezetőjévé, 1993-ban egyetemi tanárrá nevezték ki. A tanszéket 2008-ig irányította. 2001 és 2004 között a Debreceni Egyetem Természettudományi Karának tudományos külügyi dékánhelyettese volt. 2014-ben emeritálták. 
Magyarországi munkái mellett 1977-ben és 1982-ben a bochumi Ruhr Egyetem, 1979 és 1993 között több alkalommal a müncheni Ludwig Maximilian Egyetemen, 1987-ben a Bécsi Egyetemen, 1988-ban pedig a Zürichi Egyetemen volt vendégkutató.
1977-ben védte meg a kémiai tudomány kandidátusi, 1992-ben akadémiai doktori értekezését. Az MTA Szerves és Biomolekuláris Kémiai Tudományos Bizottságának lett tagja. 1994 és 2000 között az MTA közgyűlésének doktori képviselője volt. 2004-ben a Magyar Tudományos Akadémia levelező, 2010-ben rendes tagjává választották. Később három akadémiai munkabizottságba is bekerült: az Alkaloidkémiai, az Elméleti Szerves Kémiai és a Flavonoidkémiai Munkabizottságba, utóbbinak elnöke is lett. 1997 és 2000 között Széchenyi professzori ösztöndíjjal kutatott. 
Akadémiai tevékenysége mellett részt vett a Magyar Kémikusok Egyesülete, a Nemzetközi Szabad Gyök Kutatótársaság munkájában is. Több mint 140 folyóiratcikk szerzője vagy társszerzője és több mint tíz szabadalom tulajdonosa volt.

## Díjai, elismerései
- Zemplén Géza-díj (1984)
- Magyar Kémikusok Egyesülete nívódíja (1995)
- Ipolyi Arnold-díj (1999)
- Széchenyi-díj (2000)
- Pro Scientia érem (Debreceni Akadémiai Bizottság, 2007)
- Paderborni Egyetem Emlékérme (2008)
- A Magyar Érdemrend középkeresztje (2018)[1]

## Főbb művei
- Eljárás izoflavon-származékok előállítására (szabadalom, 1970)
- Synthesis of Sophorol, Violanone, Lonchocarpan, Claussequinone, Philenopteran, Leicolycin and Some Other Natural Isoflavonoids by the Oxidative Rearrangement of Chalcones with Thallium(III) Nitrate (utolsó szerző, 1974)
- Thallium in Organic Synthesis .42. Direct Oxidation of 4- Substituted Phenols to 4,4-Disubstituted Cyclohexa-2,5-Dienones Using Thallium(III) Nitrate (társszerző, 1976)
- Unusual Regioselectivity in the Reduction of Alpha, Beta- Unsaturated Carbonyl-compounds with Diisobutylaluminum Hydride (DIBAH) – Direct Conversion of Isoflavones to Isoflavan-4-Ones (első szerző, 1981)
- Wedelolactone and Coumestan Derivatives as New Antihepatotoxic and Antiphlogistic Principles (társszerző, 1988)
- Substituent Effects in the Free-radical Reactions of Silybin – Radiation-induced Oxidation of the Flavonoid at Neutral pH (társszerző, 1992)
- Természetes eredetű oxigén-heterociklusok szintézise és térszerkezetük vizsgálata (1992)
- Five flavans from Mariscus psilostachys (utolsó szerző, 1996)
- Dihydroisocoumarins from fungi: Isolation, structure elucidation, circular dichroism and biological activity (utolsó szerző, 1997)
- New insights into the mechanism of phenolic oxidation with phenyliodonium(III) reagents (társszerző, 1999)
- Chiroptical properties of 2,3-dihydrobenzo[b]furan and chromane chromophores in naturally occurring O-heterocycles (első szerző, 2001)
- Antus Sándor–Mátyus Péter: Szerves kémia, 1-3.; Nemzeti Tankönyvkiadó, Bp., 2005
- Metabolites from the Endophytic Fungus Nodulisporium sp. from Juniperius cedre (társszerző, 2006)
- New mono- and dimeric members of the secalonic acid family: Blennolides A-G isolated from the Fungus Blennoria sp. (társszerző, 2008)
- Antus Sándor–Mátyus Péter: Szerves kémia, 1-3.; Nemzedékek Tudása Tankönyvkiadó, Bp., 2014
- Az oxigén-heterociklusokhoz kapcsolódó kutatásaim négy évtizede; MTA, Bp., 2014 (Székfoglalók a Magyar Tudományos Akadémián)
- Újabb eredményeink a biológiailag aktív heterociklusok kémiájában; MTA, Bp., 2015 (Székfoglalók a Magyar Tudományos Akadémián)